# المغناطيسية البيئية
المغناطيسية البيئية هي دراسة المغناطيسية من حيث صلتها بآثار المناخ وانتقال الرواسب والتلوث والتأثيرات البيئية الأخرى على المعادن المغناطيسية. انها تستخدم تقنيات من المغناطيسية الصخرية والمعادن المغناطيسية. وتستخدم الخواص المغناطيسية للمعادن كعوامل بديلة للتغير البيئي في تطبيقات مثل علم المناخ القديم، وعلم المحيطات القديمة، ودراسات منشأ الرواسب، والتلوث وعلم الآثار. والمزايا الرئيسية لاستخدام القياسات المغناطيسية هي أن المعادن المغناطيسية تكاد تكون منتشرة في كل مكان وأن القياسات المغناطيسية سريعة وغير غازية.

## تاريخ
تم تحديد المغناطيسية البيئية لأول مرة كمجال متميز في عام 1978 وتم تقديمها لجمهور أوسع بواسطة كتاب المغناطيسية البيئية في عام 1986. ومنذ ذلك الحين نمت بسرعة ، حيث وجدت تطبيقات في مجموعة متنوعة من المجالات، وخاصة علم المناخ القديم، وعلم الرواسب، علم المحيطات القديمة، ودراسات تلوث الجسيمات، وقدمت مساهمات كبيرة في هذه المجالات.

## أساسيات
إن المغناطيسية البيئية مبنية على جزأين من المغناطيسية الصخرية: المعادن المغناطيسية، التي تنظر إلى الكيفية التي تعتمد بها الخصائص المغناطيسية الأساسية على التكوين؛ والهستيريس المغناطيسي، الذي يمكن أن يوفر تفاصيل عن حجم الجسيمات والخصائص الفيزيائية الأخرى التي تؤثر أيضا على الهستيريس. وقد تم تطوير العديد من البارامترات مثل قابلية التأثر بالمغناطيسية وأنواع مختلفة من الامتناع لتمثيل سمات معينة من الهيستيريسيس. ثم تستخدم هذه البارامترات لتقدير حجم المعادن وتكوينها. والمساهمين الرئيسيين في الخصائص المغناطيسية للصخور هم أكاسيد الحديد، بما في ذلك أكسيد الحديد الأسود، والماغهيميت، والهيماتيت؛ وكبريتيدات الحديد (ولا سيما الغريفيت والبيرهوتيت). وهذه المعادن مغناطيسية بقوة لأنه عند درجة حرارة الغرفة ، يتم ترتيبها مغناطيسياً (المغناطيس، والماغهيميت، والجريجنيت عبارة عن مغناطيسات في حين أن الهيماتيت عبارة عن مغناطيسية حديدية مضادة).
ولربط القياسات المغناطيسية بالبيئة، حدد المغناطيسيون البيئيون مجموعة متنوعة من العمليات التي تثير كل معدن مغناطيسي. وتشمل هذه تعرية، والنقل، واحتراق الوقود الأحفوري، والتشكيل البكتيري. وتشمل هذه الأخيرة هطول الأمطار خارج الجليدية وتشكيل المغناطيسية بواسطة البكتيريا الممغنطة.

## تطبيقات

### المناخ القديم
وقد استخدمت القياسات المغناطيسية للتحقيق في المناخ الماضي. مثال كلاسيكي هو دراسة راسب طفالي، وهو غبار الرياح من حواف الأنهار الجليدية وحواف الصحراء شبه الجليدية. وفي شمال وسط الصين، تتناوب بطانيات من الأحشاء التي ترسبت أثناء الفترات الجليدية مع الأحافير (التربة الأحفورية) التي تكونت أثناء الأحافير والسخونة بين الأحافير. وقد تم تأريخ خصائص القابلية للمغناطيسية لهذه الرواسب باستخدام المغناطيسية التي تحدد الانعكاسات المغناطيسية الأرضية، والمرتبطة بمؤشرات المناخ مثل مراحل نظائر الأكسجين. وفي نهاية المطاف، سمح هذا العمل للمغناطيسيين البيئيين برسم خريطة للتغيرات في دورة الرياح الموسمية خلال الكاترنيري. كما يمكن استخدام القياسات المغناطيسية للرواسب اللاكوسترية لإعادة بناء عمليات سطح المرتفعات التي كانت مرتبطة بالمناخ السابق.